# Comprégnac
 Comprégnac  (en occitano Comprenhac) es una población y comuna francesa, situada en la región de Mediodía-Pirineos, departamento de Aveyron, en el distrito de Millau y cantón de Millau-Ouest.

## Demografía
| 176 | 141 | 114 | 133 | 178 | 215 |
| Para los censos de 1962 a 1999 la población legal corresponde a la población sin duplicidades (Fuente: INSEE [Consultar]) |     |     |     |     |     |